# Nyköpingsbro

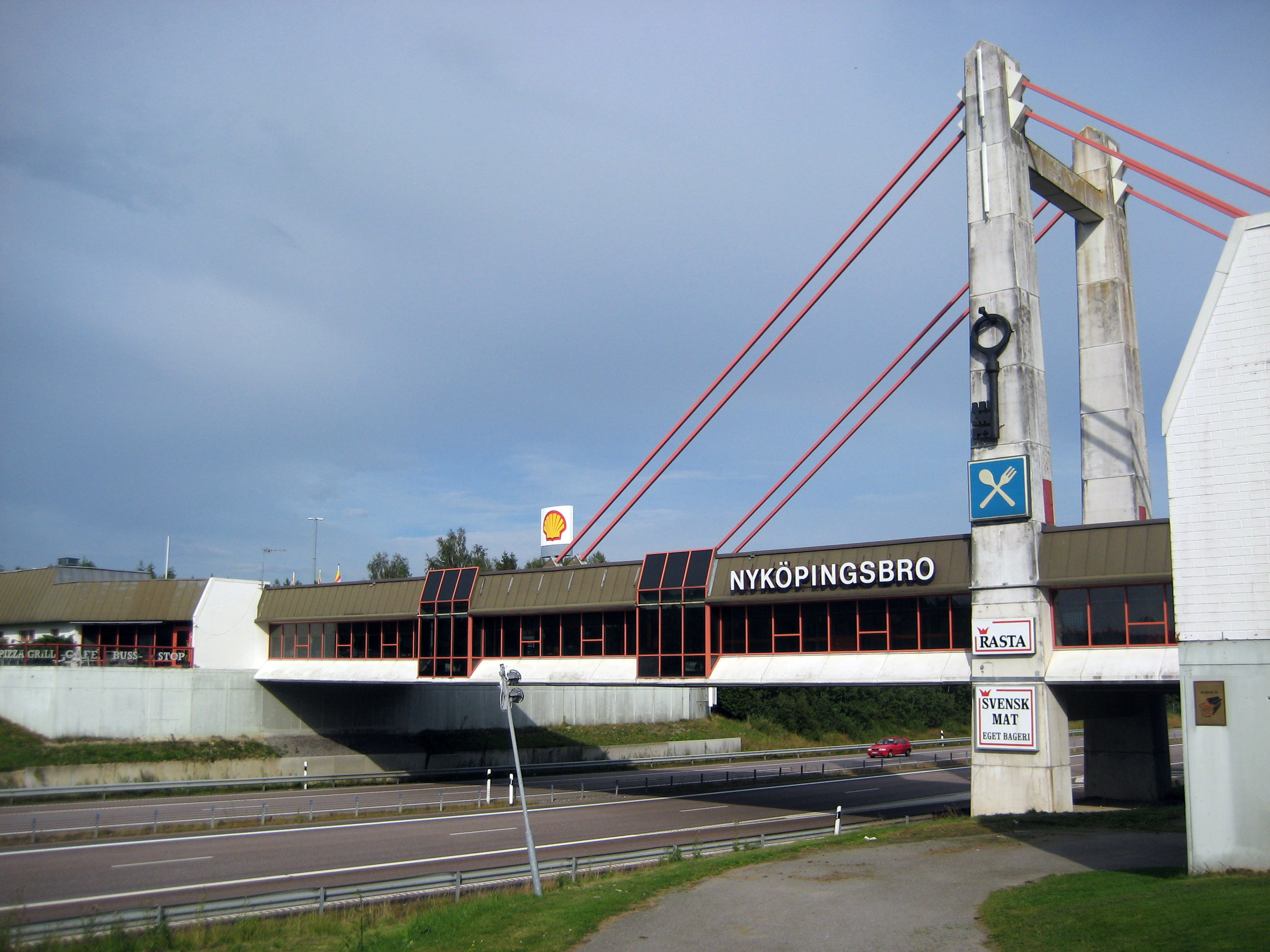
Nyköpingsbro.

Nyköpingsbro är en rastplatsanläggning med restauranger vid motorvägen E4 sydväst om Nyköping.
Anläggningen, som invigdes 1986, är byggd som en inbyggd restaurangbro över vägen (som då var tvåfilig). Vid brofästena finns på var sida en Shell-bensinstation samt parkeringar. I områdena strax bredvid finns rastplatser med bord och bänkar.
I delen vid norrgående väg finns sedan sommaren 2018 cafékedjan Espresso House som då ersatte en dygnet runt-öppen restaurang med självservering. Fram till 2006 fanns här också ett mindre rum med arkadspel. 
Vid den södergående vägen finns en dag- och kvällsöppen självserveringsrestaurang tillhörande kedjan Rasta med matsalen Värdshuset med bordsservering för bokade grupper. Där finns också ett rastrum för yrkeschaufförer.
I själva brodelen finns bord hörande till restaurangen samt en lösgodisbutik med glass- och kaffeservering. När anläggningen öppnades fanns här en Clock-hamburgerrestaurang. 
Brons pylon är dekorerad med en skulptur som föreställer en nyckel, en referens till Nyköpings gästabud.
Nyköpingsbro har en systeranläggning utanför Gävle från samma tid, Gävle Bro.